# Кривая Лука (протока)
Крива́я Лу́ка — протока реки Обь в Молчановском районе Томской области. Устье реки находится в 2521 км по правому берегу Оби. Длина протоки составляет 14 км. В устье находится село Могочино. Название от слова лука — «кривой залив».

## Данные водного реестра
По данным государственного водного реестра России относится к Верхнеобскому бассейновому округу, водохозяйственный участок реки — Обь от впадения реки Чулым до впадения реки Кеть, речной подбассейн реки — Чулым. Речной бассейн реки — (Верхняя) Обь до впадения Иртыша.
Код объекта в государственном водном реестре — 13010500112115200022540.